# Santander Consumer Bank (Alemanha)

Logo usada até 2018

O Santander Consumer Bank AG é uma instituição de crédito alemã com forma jurídica de sociedade anônima, tendo sua sede em Mönchengladbach. Ele é uma subsidiária integral do Banco Santander S.A., que é um banco espanhol.
O Grupo Santander é uma das maiores redes bancárias do mundo, com mais de 133 milhões de clientes e presença em mais de 40 países. Na Alemanha, o banco é representado pelo Santander Consumer Bank AG. O Santander Consumer Bank Alemanha possui uma carteira de empréstimos de 30,8 bilhões de euros e cerca de 5,6 milhões de clientes.
O modelo de negócios do Santander Consumer Bank Alemanha baseado em três pilares: varejo bancário, financiamento de veículos e financiamento ao consumidor. O Santander Consumer Bank AG é o maior banco independente de fabricantes no campo de financiamento de carros, motos e veículos recreativos (como trailers e motorhomes), e possui dez centros de vendas para concessionárias nas áreas metropolitanas de Hamburgo, Frankfurt, Leipzig, Munique, Hanôver, Berlim, Stuttgart e Mönchengladbach. O negócio de financiamento ao consumidor do banco concentra-se nos setores de varejo de eletrônicos, computadores e móveis.
O Santander Consumer Bank possui 211 agências na Alemanha (dados referentes a 31 de dezembro de 2017). Todos os serviços bancários também são oferecidos diretamente por meio do banco online e do atendimento telefônico. Ao todo, o Santander emprega 4.300 pessoas na Alemanha.
O Santander Consumer Bank AG é membro do CashPool, o Bankenfachverband e.V.V., Bankenarbeitsgemeinschaft E.e da Verband deutscher Pfandbriefbanken O Santander está afiliado ao Fundo de Garantia de Depósitos do Bundesverband deutscher Banken (Associação Alemã de Bancos)

## História
O banco foi fundado em 1957 como Curt Briechle KG Absatzfinanzierung pelo empresário Curt Briechle em Mönchengladbach, sendo uma empresa de financiamento de vendas de automóveis. Em 1968, a empresa foi convertida em uma sociedade anônima e renomeada para Bankhaus Centrale Credit AG.
Em 1987, o banco espanhol Banco Santander Central Hispano (BSCH) adquiriu 100% do banco e o renomeou para CC-Bank AG. Em 1988, o Royal Bank of Scotland adquiriu 50% das ações da CC-Bank. Em 1996, o Santander Central Hispano comprou de volta as ações do Royal Bank of Scotland.
Em 2002, o AKB Privat-und Handelsbank, sediado em Colônia fundiu-se com a CC-Bank AG. A sede do AKB em Colônia, localizada em Friesenplatz, foi dissolvida após a fusão com a CC-Bank AG. Em 2003, o Santander Direkt Bank AG de Frankfurt, que também pertencia ao grupo BSCH, fundiu-se com a CC-Bank.
A partir de 1º de outubro de 2004, a presença de mercado do banco foi adaptada ao design corporativo da empresa-mãe espanhola. Desde então, o nome da marca passou a ser Santander Consumer CC-Bank; entretanto, o nome oficial da empresa continuou sendo CC-Bank AG. Em agosto de 2007, foi realizada a mudança oficial de nome no registro comercial para Santander Consumer Bank AG.
Em 1º de julho de 2008, o Royal Bank of Scotland vendeu sua unidade de negócios de crédito ao consumidor ECF (European Consumer Finance) para a Santander Consumer Finance. Isso incluía a RBS (RD Europe) GmbH com filiais em Ratingen (Alemanha), Houten (Holanda), Merelbeke (Bélgica) e Viena (Áustria), que agora fazem parte da empresa alemã Santander Consumer Holding GmbH. Com a aquisição, a marca ComfortCard nesses países também foi incorporada.
A partir de 1º de julho de 2009, a GE Money Bank GmbH em Hanôver, que foi adquirida em novembro de 2008, foi fundida com o Santander Consumer Bank AG.
Em julho de 2010, foi anunciado que o negócio de clientes privados da SEB na Alemanha seria vendido ao Banco Santander. O preço de compra para as 173 agências da SEB foi de 555 milhões de euros. A partir de 31 de janeiro de 2011, o negócio de clientes privados com cerca de 1 milhão de clientes e aproximadamente 2.400 funcionários foi transferido para o Santander e agora opera sob o nome Santander Bank - Zweigniederlassung der Santander Consumer Bank AG.
Em 1º de julho de 2016, foi lançada uma joint venture na qual o Santander Consumer Bank AG detém 50% das ações, em parceria com a PSA Bank Deutschland GmbH. O PSA Bank oferece financiamento de carros, produtos de leasing e financiamento para concessionárias com as marcas Peugeot Bank e Citroën Bank. Depósitos estão disponíveis por meio da PSA Direct Bank
Em setembro de 2016, o banco obteve a licença para emitir títulos (bonds). No final de novembro de 2017, o banco emitiu um certificado de títulos (bond) pela primeira vez.
Em 2018, o Santander Consumer Bank AG unificou sua imagem de marca e passou a atuar apenas na Alemanha como "Santander". Como resultado, as redes de distribuição da "Santander Consumer Bank", "Santander Direkt Bank" e "Santander Bank" foram fundidas.

## Escritório corporativo e novo conceito de trabalho
Como o número de funcionários aumentou para mais de 1.300 após a fusão com o AKB Bank e eles trabalhavam em cinco locais diferentes em Mönchengladbach, uma nova sede corporativa foi construída na Karmannsstraße em Mönchengladbach até meados de 2007, no endereço Santander-Platz 1.
No edifício planejado pelos arquitetos Hentrich-Petschnigg & Partner, os funcionários do Santander Consumer Bank AG trabalham com o chamado conceito "New Work". Salas de reuniões para grupos maiores ou pequenas salas, chamadas de "think tanks", para 1 a 3 pessoas são usadas para comunicação, bem como "chillout lounges" ou cafeterias. Esse conceito visa proporcionar um ambiente de trabalho mais colaborativo, flexível e confortável para os funcionários.
Entre 2013 e 2015, outro complexo de prédios foi construído na Madrider Straße, no Nordpark, ao alcance de vista do estádio de Mönchengladbach. Sua forma e layout são baseados na sede corporativa da Santander-Platz. 

## Parcerias
A unidade de negócios global Santander Universities é parceira de mais de 1.200 instituições acadêmicas em 20 países ao redor do mundo, incluindo universidades alemãs como as de Bremen, Heidelberg, Colônia, a Universidade Humboldt de Berlim, a Universidade Livre de Berlim, a Universidade de Düsseldorf, a Universidade de Giessen, a Universidade de Frankfurt, a Universidade de Göttingen, a Universidade de Münster, a Universidade de Saarland, a Universidade de Tübingen, a Universidade Técnica de Dresden, a TUM School of Management e a Hochschule Niederrhein.

## Críticas
A Santander Consumer Bank AG não é membro da organização de empregadores da indústria bancária privada e, portanto, não está vinculada a acordos coletivos. Segundo informações do sindicato, na Santander, existe uma "proliferação de salários variados" que surgiu nos últimos anos devido à aquisição de bancos. Quase um terço dos funcionários trabalham em uma agência de emprego temporário de propriedade da empresa e em subsidiárias terceirizadas. De acordo com Jörg Reinbrecht, da Divisão de Serviços Financeiros do ver.di, "até mesmo os funcionários que trabalham apenas com base em comissão não têm um salário fixo. Eles trabalham em pequenas filiais que vendem apenas empréstimos, nada mais". O banco nega isso.
O sindicato ver.di tem negociado com a Santander desde fevereiro de 2012 em relação a um acordo coletivo da empresa. Em particular, os funcionários que foram transferidos da SEB exigiam a continuação do acordo coletivo para todos os funcionários da Santander. Em abril de 2013, após 14 meses de negociações, um acordo foi alcançado entre a Santander e o ver.di. Para os funcionários nas filiais, um acordo coletivo entrou em vigor retroativamente a 1º de abril de 2013. Ainda não existe um acordo coletivo para os funcionários nos escritórios centrais; a Santander Consumer Bank se comprometeu a negociar com o ver.di para 2014.
Na primavera de 2012, o Santander retirou a oferta de contas correntes gratuitas e passou a exigir taxas de manutenção de contas de parte dos clientes. As informações aos clientes afetados foram apresentadas como parte de uma campanha de marketing. Em um julgamento de novembro de 2012, o tribunal distrital de Mönchengladbach viu no procedimento do banco uma forma de enganar os clientes, uma vez que uma mudança contratual requer o acordo explícito do cliente.
Os defensores dos consumidores também criticam as taxas inadmissíveis cobradas nos empréstimos. Por exemplo, o Santander exige taxas de processamento de até 3,5% do valor do empréstimo para empréstimos parcelados. Enquanto isso, há várias decisões judiciais contra o Santander devido às taxas de processamento de empréstimos. Os defensores dos consumidores organizaram uma comunidade de proteção para os clientes do banco devido ao grande número de afetados, que já apresentou processos judiciais contra bancos em 150 casos para reembolsar as taxas.
Em 2015, os defensores dos consumidores criticaram taxas injustificadas e inadmissivelmente altas por consultas de endereço, lembretes e débitos diretos recusados.

## Prêmios
- No "BankenMonitor 2017" da revista "Autohaus", o Santander Consumer Bank conquistou o primeiro lugar juntamente com a Mazda Finance na categoria "Marcas sem banco do fabricante".[28]

- "markt intern": Pela décima terceira vez consecutiva, os revendedores de automóveis escolheram o Santander Consumer Bank como a "Melhor Autobank 2017".[29]

- Selo "Fair Company" de aprovação da revista de empregos e negócios "Karriere" do grupo editorial Handelsblatt.[30]

- A "IHK Mittlerer Niederrhein" classificou várias vezes o Santander Consumer Bank Mönchengladbach como uma das melhores empresas de treinamento da IHK na região.[31]